# Erica Mendez
Erica Mendez (ur. 13 lutego 1988 w Chicago) – amerykańska aktorka dubbingowa użyczająca głosu dla Funimation, Bang Zoom! Entertainment oraz Studiopolis. Przed rozpoczęciem kariery w dubbingu przez trzy lata studiowała projektowanie graficzne.

## Kariera
Jej pierwszą główną rolą głosową był tytułowy Pac-Man z gry komputerowej Pac-Man i upiorne przygody wydanej w 2013 roku. Rok później grała rolę Aladyna w Magi: The Labyrinth of Magic oraz Ryuko Matoi w serialu anime Kill la Kill, wyemitowanym później w bloku programowym Toonami na Adult Swim. Do jej znaczących ról zaliczają się między innymi: Haruka Tenō – Czarodziejka z Urana w angielskim dubbingu Viz Media do Czarodziejki z Księżyca, Maki Harukawa z Danganronpa V3: Killing Harmony, Gon Freecss z adaptacji anime Hunter × Hunter oraz Retsuko z netflixowego anime Aggretsuko.

## Życie prywatne
Od 2010 roku jest związana z aktorem dubbingowym Lucienem Dodge. Para mieszka razem w apartamencie w Los Angeles.

## Filmografia

### Anime
| Rok (lata)   | Tytuł                                                    | Postać                                      | Uwagi                            | Źródło        |
| ------------ | -------------------------------------------------------- | ------------------------------------------- | -------------------------------- | ------------- |
| 2013         | Treasure Island                                          | Jim Hawkins                                 | dubbing Bang Zoom                | [ 3 ]         |
| 2013         | Tamagotchi Friends                                       | Mametchi                                    |                                  | [ 3 ]         |
| 2014-2015    | Magi: The Labyrinth of Magic                             | Aladyn                                      | także Magi: The Kingdom of Magic | [ 4 ] [ 5 ]   |
| 2014-2015    | Kill la Kill                                             | Ryuko Matoi                                 | także OVA                        | [ 6 ]         |
| 2014         | Blood Lad                                                | Jasmine, Young Staz, Angry, others          |                                  | [ 7 ]         |
| 2014-2019    | Czarodziejka z Księżyca                                  | Haruka Tenō, Reika Nishimura                | dubbing Viz, skrypt dla SuperS   | [ 9 ] [ 10 ]  |
| 2015         | Yūki Yūna wa yūsha de aru                                | Fu Inubozaki                                |                                  | [ 11 ] [ 12 ] |
| 2015         | A Lull in the Sea                                        | Akari Sakishima                             |                                  | [ 13 ]        |
| 2015-2016    | Aldnoah.Zero                                             | Inko Amifumi                                |                                  | [ 14 ]        |
| 2015         | Sword Art Online II                                      | Yuuki Konno                                 |                                  | [ 15 ]        |
| 2015-2018    | Seven Deadly Sins                                        | Diane                                       | dubbing Netflix                  | [ 16 ]        |
| 2015-obecnie | Sailor Moon Crystal                                      | Haruka Tenoh, Reika Nishimura               |                                  | [ 3 ]         |
| 2015-2017    | Little Witch Academia                                    | Atsuko "Akko" Kagari                        |                                  | [ 17 ]        |
| 2016         | Love Live!                                               | Nico Yazawa                                 |                                  | [ 18 ] [ 19 ] |
| 2016         | Twoje kwietniowe kłamstwo                                | Tsubaki Sawabe                              |                                  | [ 20 ]        |
| 2016-2019    | Hunter × Hunter                                          | Gon Freecss                                 | seria 2011                       | [ 21 ]        |
| 2016-2018    | Mobile Suit Gundam: Iron-Blooded Orphans                 | Cracker Griffon, Elgar                      |                                  | [ 22 ]        |
| 2016         | Charlotte                                                | Nomura, others                              |                                  | [ 23 ]        |
| 2016-2017    | Erased – Miasto, z którego zniknąłem                     | Kenya Kobayashi                             |                                  | [ 24 ]        |
| 2016         | Mob Psycho 100                                           | Chihiro, others                             |                                  | [ 25 ]        |
| 2017         | Cyborg 009                                               | Cyborg 001/Ivan Whisky                      |                                  | [ 26 ]        |
| 2017         | Gosick                                                   | Avril Bradley                               |                                  | [ 27 ]        |
| 2017         | Berserk                                                  | Rickert                                     | seria 2016                       | [ 28 ]        |
| 2017         | Glitter Force Doki Doki                                  | Davi                                        |                                  | [ 29 ]        |
| 2017         | Fate/Grand Order                                         | Mash Kyrielight                             | Anime Special                    | [ 30 ]        |
| 2017         | Anohana: The Flower We Saw That Day                      | Chiriko "Tsuruko" Tsurumi                   |                                  | [ 31 ]        |
| 2017         | Mobile Suit Gundam Seed                                  | Flay Allster                                | dubbing NYAV Post                | [ 32 ]        |
| 2017         | Fate/Apocrypha                                           | Assassin of Black, Roche Frain Yggdmillenia | scenarzystka ADR                 | [ 33 ]        |
| 2018         | B: the Beginning                                         | Young Koku                                  |                                  | [ 34 ]        |
| 2018         | JoJo's Bizarre Adventure: Stardust Crusaders             | Young Polnareff                             |                                  |               |
| 2018-obecnie | Aggretsuko                                               | Retsuko                                     |                                  |               |
| 2018         | Re: Zero – Życie w innym świecie od zera                 | Puck                                        |                                  |               |
| 2018-obecnie | Boruto: Naruto Next Generations                          | Denki Kaminarimon                           |                                  | [ 35 ]        |
| 2018         | My Hero Academia                                         | Melissa Shield                              |                                  |               |
| 2019-obecnie | The Rising of the Shield Hero                            | Raphtalia                                   | dubbing Crunchyroll              | [ 36 ]        |
| 2019-obecnie | KonoSuba                                                 | Megumin                                     |                                  | [ 37 ]        |
| 2019         | The Promised Neverland                                   | Emma                                        |                                  | [ 38 ]        |
| 2019         | Cells at Work!                                           | Regulatory T Cell                           |                                  | [ 39 ]        |
| 2019         | High School Prodigies Have It Easy Even In Another World | Prince Akatsuki                             |                                  |               |
| 2020         | Magia Record                                             | Rena Minami                                 |                                  | [ 40 ]        |
| 2020         | The 8th Son? Are You Kidding Me?                         | Iina                                        | dubbing Crunchyroll              | [ 41 ]        |
| 2020         | Pokémon Journeys                                         | Parker                                      | dubbing Netflix                  |               |

### Animacja
| Rok (lata)   | Tytuł                                       | Rola           | Uwagi                                                                                           | Źródło        |
| ------------ | ------------------------------------------- | -------------- | ----------------------------------------------------------------------------------------------- | ------------- |
| 2014         | Lalaloopsy: Welcome to L.A.L.A. Prep School | Cloud E. Sky   |                                                                                                 |               |
| 2014-obecnie | Lego Friends                                | Andrea         | od 16 odcinka                                                                                   |               |
| 2017         | Stitch & Ai                                 | Wang Ai Ling   | wszystkie odcinki, anglojęzyczna chińska seria animowana, wersja angielska zadebiutowała w 2018 | [ 42 ] [ 43 ] |
| 2017         | OK K.O.! Let's Be Heroes                    | Black Strategy | odcinek "Back in Red Action"                                                                    | [ 44 ]        |
| 2019         | YooHoo to the Rescue                        | Lora           |                                                                                                 | [ 45 ]        |
| 2020         | Pokémon: Twilight Wings                     | Wooloo         |                                                                                                 |               |

### Filmy
| Rok  | Tytuł                                                     | Rola           | Uwagi                                   | Źródło        |
| ---- | --------------------------------------------------------- | -------------- | --------------------------------------- | ------------- |
| 2016 | Love Live! The School Idol Movie                          | Nico Yazawa    |                                         | [ 46 ]        |
| 2017 | Fairy Tail: Dragon Cry                                    | Sonya          | limitowana wersja Funimation            | [ 47 ]        |
| 2018 | Sailor Moon SuperS – Czarodziejka z Księżyca: Film kinowy | Bonbon Babies  | limitowana wersja, dubbing Viz          | [ 48 ]        |
| 2018 | My Hero Academia: Two Heroes                              | Melissa Shield | limitowana wersja Funimation            | [ 49 ] [ 50 ] |
| 2018 | The Seven Deadly Sins the Movie: Prisoners of the Sky     | Diane          | Netflix                                 |               |
| 2019 | Chcę zjeść twoją trzustkę                                 |                | reżyserka ADR, limitowana wersja kinowa | [ 51 ] [ 52 ] |
| 2019 | Sound! Euphonium the Movie – Our Promise: A Brand New Day | Kumiko Oumae   | limitowana wersja kinowa                | [ 53 ]        |
| 2020 | Ni no Kuni                                                | Tatsunori      | Netflix                                 |               |

### Gry komputerowe
| Rok  | Tytuł                                                | Rola                          | Uwagi                                                           | Źródło               |
| ---- | ---------------------------------------------------- | ----------------------------- | --------------------------------------------------------------- | -------------------- |
| 2010 | Heroes of Newerth                                    | Pearl, Ruby, Good Witch Pearl |                                                                 |                      |
| 2011 | God Eater: Resurrection                              | Female Custom Voice 2         |                                                                 |                      |
| 2012 | Dust: An Elysian Tail                                | Corbin                        |                                                                 | [ 54 ]               |
| 2013 | Yousei                                               | Jupiter Celedon               |                                                                 |                      |
| 2013 | Pac-Man and the Ghostly Adventures                   | Pac                           |                                                                 |                      |
| 2014 | Atelier Escha & Logy: Alchemists of the Dusk Sky     | Micie Sun Mussemburg          |                                                                 |                      |
| 2014 | Smite                                                | Primal Huntress Artemis       |                                                                 |                      |
| 2014 | The Witch and the Hundred Knight                     | Lucchini                      |                                                                 |                      |
| 2014 | Demon Gaze                                           | Fran Pendoll                  |                                                                 |                      |
| 2014 | Fairy Fencer F                                       | Eryn                          | także Advent Dark Force                                         | [ 55 ]               |
| 2014 | Ar Nosurge                                           | Tattoria, Tsunderain          | także Plus                                                      |                      |
| 2014 | Pac-Man and the Ghostly Adventures 2                 | Pac                           |                                                                 |                      |
| 2015 | Dead or Alive 5: Last Round                          | Naotora Ii                    | DLC                                                             | [ 56 ]               |
| 2015 | Hyperdevotion Noire: Goddess Black Heart             | Moru, Blossom                 |                                                                 |                      |
| 2015 | Omega Quintet                                        | Kanadeko                      |                                                                 |                      |
| 2015 | Operation Abyss: New Tokyo Legacy                    | Mula, Miharu, Tae-Hyun, Mao   |                                                                 |                      |
| 2015 | Skullgirls: 2nd Encore                               | Annie: Girl of the Stars      |                                                                 | [ 57 ]               |
| 2015 | Danganronpa Another Episode: Ultra Despair Girls     | Nagisa Shingetsu              |                                                                 | [ 58 ]               |
| 2015 | Disgaea 5: Alliance of Vengeance                     | Maid                          |                                                                 |                      |
| 2015 | Backstage Pass                                       | Allison                       |                                                                 | [ 59 ]               |
| 2015 | Cryamore                                             | Esmyrelda Maximus             |                                                                 | [ 60 ] [ 61 ] [ 62 ] |
| 2016 | Street Fighter V                                     | Satsuki                       |                                                                 | [ 54 ]               |
| 2016 | Atelier Sophie: The Alchemist of the Mysterious Book | Leon                          |                                                                 | [ 63 ] [ 64 ]        |
| 2016 | Trails of Cold Steel II                              | Rixia Mao                     |                                                                 | [ 54 ]               |
| 2017 | Akiba's Beat                                         | Saki Hoshino                  |                                                                 | [ 54 ]               |
| 2017 | Tales of Berseria                                    | Eleanor Hume                  |                                                                 | [ 65 ]               |
| 2017 | Puyo Puyo Tetris                                     | Arle Nadja                    |                                                                 | [ 66 ]               |
| 2017 | Danganronpa V3: Killing Harmony                      | Maki Harukawa                 |                                                                 | [ 67 ]               |
| 2017 | Cyberdimension Neptunia: 4 Goddesses Online          | Noire / Black Heart           | zastąpiła Erina Fitzgeralda ze względu na problemy z kontraktem | [ 68 ]               |
| 2017 | Fire Emblem Heroes                                   | Deirdre Bernardetta           |                                                                 | [ 54 ]               |
| 2017 | Fire Emblem Warriors                                 | Lianna                        |                                                                 | [ 69 ] [ 70 ]        |
| 2018 | Radiant Historia                                     | Eruca                         | remake na 3DS                                                   | [ 71 ]               |
| 2018 | BlazBlue: Cross Tag Battle                           | Orie Ballardiae               |                                                                 | [ 72 ]               |
| 2018 | Valkyria Chronicles 4                                | Leena "Kai" Schulen           |                                                                 | [ 73 ]               |
| 2018 | Soulcalibur VI                                       | Seong Mi-na                   |                                                                 | [ 74 ]               |
| 2019 | Death end re;Quest                                   | Al Astra                      |                                                                 | [ 75 ]               |
| 2019 | Ace Combat 7: Skies Unknown                          | Brownie / Golem 2             |                                                                 | [ 76 ]               |
| 2019 | Fire Emblem: Three Houses                            | Bernadetta                    |                                                                 | [ 77 ]               |
| 2019 | Pokémon Masters                                      | Gardenia, Hilda               |                                                                 | [ 78 ]               |
| 2019 | Digimon ReArise                                      | Michi Shinjo                  |                                                                 | [ 79 ]               |
| 2021 | Genshin Impact                                       | Kamisato Ayaka                |                                                                 |                      |